# Бесолт (Колорадо)
Бесолт (англ. Basalt) — місто (англ. town) в США, в округах Ігл і Піткін штату Колорадо. Населення — 3984 особи (2020).

## Географія
Бесолт розташований за координатами 39°22′7″ пн. ш. 107°2′56″ зх. д. / 39.36861° пн. ш. 107.04889° зх. д. (39.368586, -107.048796).  За даними Бюро перепису населення США в 2010 році місто мало площу 5,15 км², з яких 5,13 км² — суходіл та 0,02 км² — водойми.

## Демографія
Згідно з переписом 2010 року, у місті мешкало 3857 осіб у 1600 домогосподарствах у складі 921 родини. Густота населення становила 749 осіб/км².  Було 1912 помешкання (371/км²).
Расовий склад населення:
| - 86,1 % — білих - 1,3 % — азіатів - 0,8 % — чорних або афроамериканців - 0,5 % — корінних американців - 0,1 % — вихідців з тихоокеанських островів - 9,2 % — осіб інших рас |

До двох чи більше рас належало 2,0 %. Частка іспаномовних становила 20,3 % від усіх жителів.
За віковим діапазоном населення розподілялося таким чином: 24,2 % — особи молодші 18 років, 69,5 % — особи у віці 18—64 років, 6,3 % — особи у віці 65 років та старші. Медіана віку мешканця становила 36,6 року. На 100 осіб жіночої статі у місті припадало 100,7 чоловіків;  на 100 жінок у віці від 18 років та старших — 102,5 чоловіків також старших 18 років.
Середній дохід на одне домашнє господарство  становив 93 362 долари США (медіана — 69 583), а середній дохід на одну сім'ю — 120 816 доларів (медіана — 95 089). Медіана доходів становила 47 043 долари для чоловіків та 52 228 доларів для жінок. За межею бідності перебувало 6,4 % осіб, у тому числі 0,0 % дітей у віці до 18 років та 16,0 % осіб у віці 65 років та старших.
Цивільне працевлаштоване населення становило 2449 осіб. Основні галузі зайнятості: мистецтво, розваги та відпочинок — 19,7 %, освіта, охорона здоров'я та соціальна допомога — 16,4 %, фінанси, страхування та нерухомість — 13,4 %, науковці, спеціалісти, менеджери — 12,5 %.